# Ясеновая (муниципальное образование город Ефремов)
Ясеновая — деревня в Тульской области России.
В рамках административно-территориального устройства является центром Ясеновского сельского округа Ефремовского района, в рамках организации местного самоуправления входит в муниципальное образование город Ефремов со статусом городского округа.

## География
Расположена вблизи западной окраины Ефремова, с южной стороны автодороги Ефремов — Тёплое.

## Население
| 2002 | 2004 | 2010 |
| ---- | ---- | ---- |
| 763  | ↗805 | ↘720 |

## История
Впервые она упоминается в государственных документах в 1638 году под названием Есеновая. В 1642 году она вошла в описание сёл Городского стана и также соседний лесок Есеновой. Именовалась она тогда сельцом — небольшим поселением, где находилась усадьба помещика и несколько изб его дворовых мужиков. Относилась она к Староказачьей волости.
В 1859 году численность населения деревни составляла 233 человека.
В начале 1920-х годов в Ясеновой был создан колхоз, который занимался в основном выращиванием яблок и поставлял их в Тулу. По губернскому справочнику 1925 года в деревне работала школа 1 ступени, которой заведовала Я. Г. Фролова. В 1929 году возник колхоз «Красное знамя», одним из первых его председателей был В. Я. Савенков.
С 20 ноября по 13 декабря 1941 года Ясеновую оккупировали немецко-фашистские части. Деревня и все колхозное имущество были разграблены и сожжены. После освобождения комиссия оценила ущерб в 2,6 млн рублей.
В 1959 году колхоз «Красное Знамя» присоединили к совхозу «Ефемовский». В 1964 году был выделен совхоз «Дубики», вскоре в Ясеновую перевели центральную усадьбу хозяйства. В 1968—1970 годы совхоз являлся участником ВДНХ. В 1971 году награжден орденом Октябрьской Революции. 16 декабря 1972 года совхозу было присвоено имя 50-летия СССР.
В 1970—1980-е годы в Ясеновой проделана большая работа по строительству современного жилья и социальных объектов, благоустройству. Проведены газ, вода, центральное отопление. В 1975 году построен дом культуры, ставший одним из лучших в области.